# Кошкин дом (мультфильм, 1958)
«Кошкин дом» — советский художественный рисованный мультфильм 1958 года, созданный режиссёром Леонидом Амальриком по сказке Самуила Маршака.

## Сюжет
Осиротевшие котята два раза стучатся в богатый дом своей тёти-кошки, надеясь на еду и тёплый кров. В первый раз их прогоняет кот Василий, её дворник, а во второй — сама хозяйка. Зато знатных гостей — Петуха с Курицей, Козла с Козой и Свинью — кошка встречает с почётом и всяческим радушием.
Когда гости уходят, из печки выпадает полено, и в кошкином доме вспыхивает пожар. Несмотря на усилия огнеборцев, пламя пожирает всё строение дотла. Оставшись без крова, кошка и Василий отправляются к своим недавним гостям в надежде найти приют. Но Петух с Курицей, Козёл с Козой и Свинья под разными отговорками отказывают им, а молодые петушки, дети Петуха и Курицы, даже избивают их.
Впав в отчаяние, кошка приходит к своим племянникам, просит у них прощения за былое высокомерие и молит о приюте. Котята прощают её и пускают к себе. С приходом весны кошка, Василий и котята сообща строят новый, ещё более просторный и красивый дом, который затмевает собой сгоревший.

## Съёмочная группа
| Авторы сценария            | Николай Эрдман, Самуил Маршак |
| Режиссёр                   | Леонид Амальрик |
| Эскизы художника           | Юрий Васнецов |
| Художники-постановщики     | Надежда Привалова, Татьяна Сазонова |
| Композитор                 | Никита Богословский |
| Оператор                   | Михаил Друян |
| Звукооператор              | Николай Прилуцкий |
| Ассистенты режиссёра:      | Галина Андреева, Сергей Бендерский, Борис Корнеев, Александра Фирсова |
| Ассистент оператора        | Екатерина Ризо |
| Художники-мультипликаторы: | Дмитрий Белов, Михаил Ботов, Борис Дёжкин, Вадим Долгих, Вячеслав Котёночкин, Рената Миренкова, Мария Мотрук, Лидия Резцова, Владимир Пекарь, Татьяна Таранович, Татьяна Фёдорова, Фёдор Хитрук, Елена Хлудова, Борис Чани |
| Художники-декораторы:      | Ольга Геммерлинг, Ирина Кускова, Константин Малышев, Валерия Роджеро |
| Роли озвучивали:           | Борис Толмазов — рассказчик, Вера Орлова — Кошка, Леонид Пирогов — кот Василий, Виктория Иванова — Кошечка, Ирина Потоцкая — Котёнок, Георгий Вицин — Козёл / Грач-пожарный, Анастасия Георгиевская — Коза, Сергей Мартинсон — Петух, Елена Понсова — Курица, Григорий Шпигель — Свинья, Дмитрий Фивейский — Бобёр-пожарный, Мария Виноградова — петушок |

## Награды
1958 — Х Международный Фестиваль фильмов для детей и юношества в Венеции: Первая премия «Серебряный Георгий» по разделу фильмов для детей до 7 лет.